# Rigodón (novela)
Rigodón ( en francés: Rigodon) es una novela del escritor francés Louis-Ferdinand Céline, publicada póstumamente en 1969. La historia se basa en la huida de Céline de Francia a Dinamarca tras la invasión de Normandía, luego de haber sido asociada con el régimen de Vichy . Es la tercera parte de una trilogía sobre estas experiencias; fue precedido por De un castillo a otro de 1957 y Norte de 1960.

## Legado
También fue adaptada a una novela gráfica por Paul y Gaëtan Brizzi, junto con las otras novelas de Céline Norte y Castle to Castle .